# 創成川公園
創成川公園（そうせいがわこうえん）は、札幌市中央区にある公園。全長820 m。

## 概要
創成川公園は「創成川通親水緑地整備事業」として「創成川通アンダーパス連続化事業」によって生み出された地上部に公園を整備したものであり、創成川のもつ歴史を踏まえながら都心における貴重な水辺と緑の景観を形成している。また、回遊性の強化として川の東西を結ぶ3つの広場を設けている。

## 歴史
創成川は1866年（慶応2年）に開削された札幌市中心部を南北に流れる河川。1972年（昭和47年）の札幌オリンピック開催を契機に川の両岸に2ヶ所のアンダーパス（立体交差）を含む片側4車線の道路を整備したが、都心へのアクセス交通と通過交通が交錯する地上部分では交通渋滞が激しく、東西市街地の分断要素となっていた。1991年（平成3年）に創成川のアメニティ回復を訴える市民団体が発足し、アンダーパスの連続化とそれに伴う地上部の緑化を提案した。これを踏まえて札幌市は1998年（平成10年）に都市計画決定、1999年（平成11年）の「第4次札幌市長期総合計画」に創成川整備を位置づけた。2001年（平成13年）から「創成川通交通対策勉強会」がスタートし「市民ワークショップ」を開催、2002年（平成14年）には地上部整備のあり方について「市民懇談会」を実施、2003年（平成15年）に広く市民との意見交換を行う場として「1000人ワークショップ」を開催した。これらの議論を通じて札幌市の案を了承し2004年（平成16年）に都市計画事業が認可され、「創成川アンダーパス連続化事業」を実施。2009年（平成21年）に片側2車線のアンダーパス連続化が完成し（創成トンネルの開通）、2011年（平成23年）に地上部の創成川公園が完成した。
「創成川通アンダーパス連続化事業」は「国際交通安全学会賞」業績部門を受賞し、「創成川通・狸二条広場地区」は平成24年度「都市景観大賞」優秀賞を受賞した。

## 施設

### 広場
まんなか広場
大通（大通公園）と創成川通の交点にあり、札幌都心における東西南北の基点にある。この場所を象徴的に表現したアートワーク「スノーリング」を主体として、水辺に降りることのできる階段広場や芝生広場がある。
開拓の広場
創成橋を中心とした東西南北四隅の橋詰の総称。創成橋は1869年（明治2年）に創成川がまだ大友堀と呼ばれていたころに丸太を並べた上に板を敷いたことに端を発する橋であり、「創成川通アンダーパス連続化事業」により一時解体されたが、2010年（平成22年）に復元した。広場には「札幌建設の地碑、北海道里程元標」や「大友亀次郎像、札幌発祥の礎石、親柱」が建立されており、かつての南一条交番をモチーフにした休憩所を設置している。
狸二条広場
狸小路商店街と二条市場をつなぐ面積950 m²の広場。イベントなどの活用を想定した電気・水道設備がある。

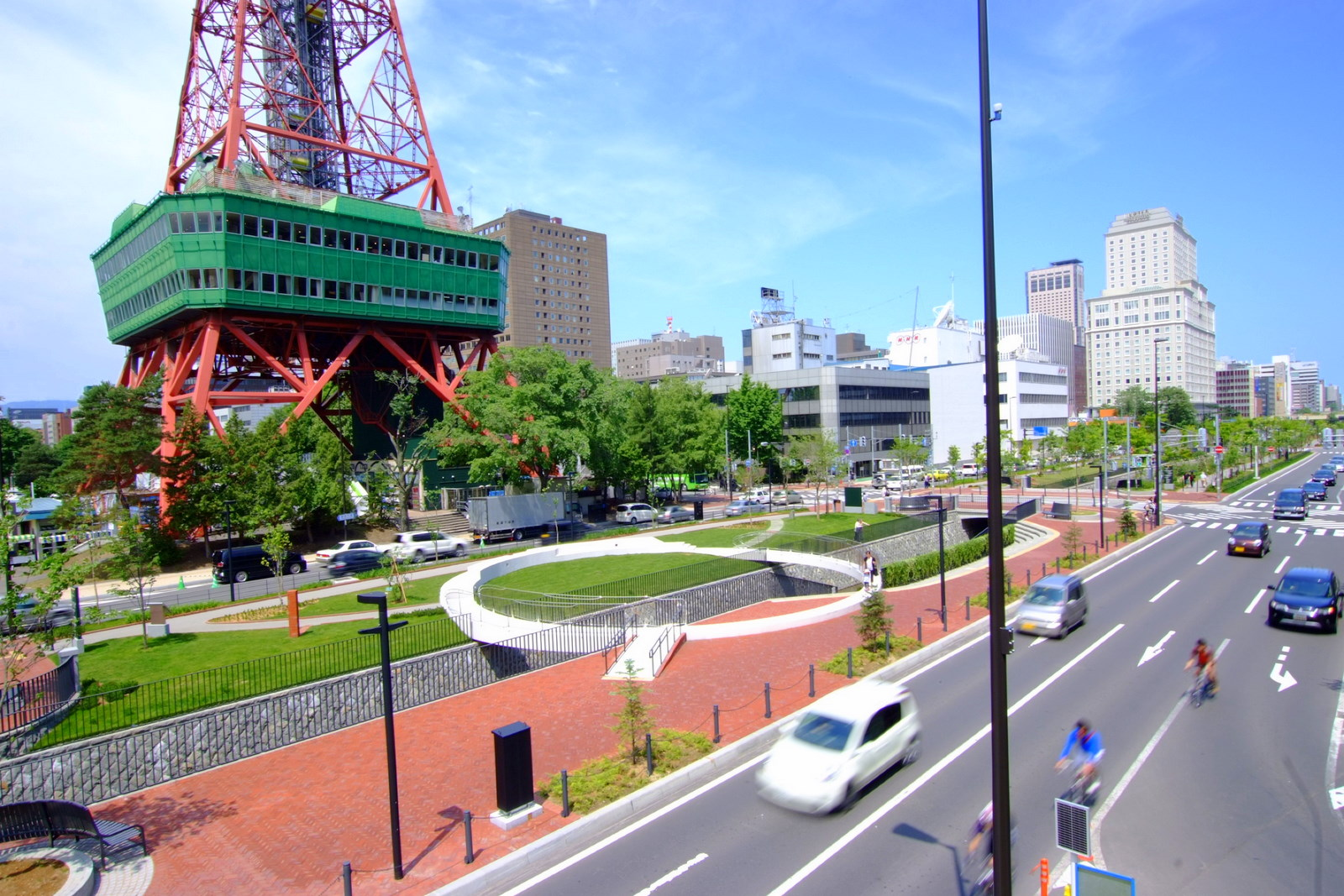
スノーリング（2011年6月）
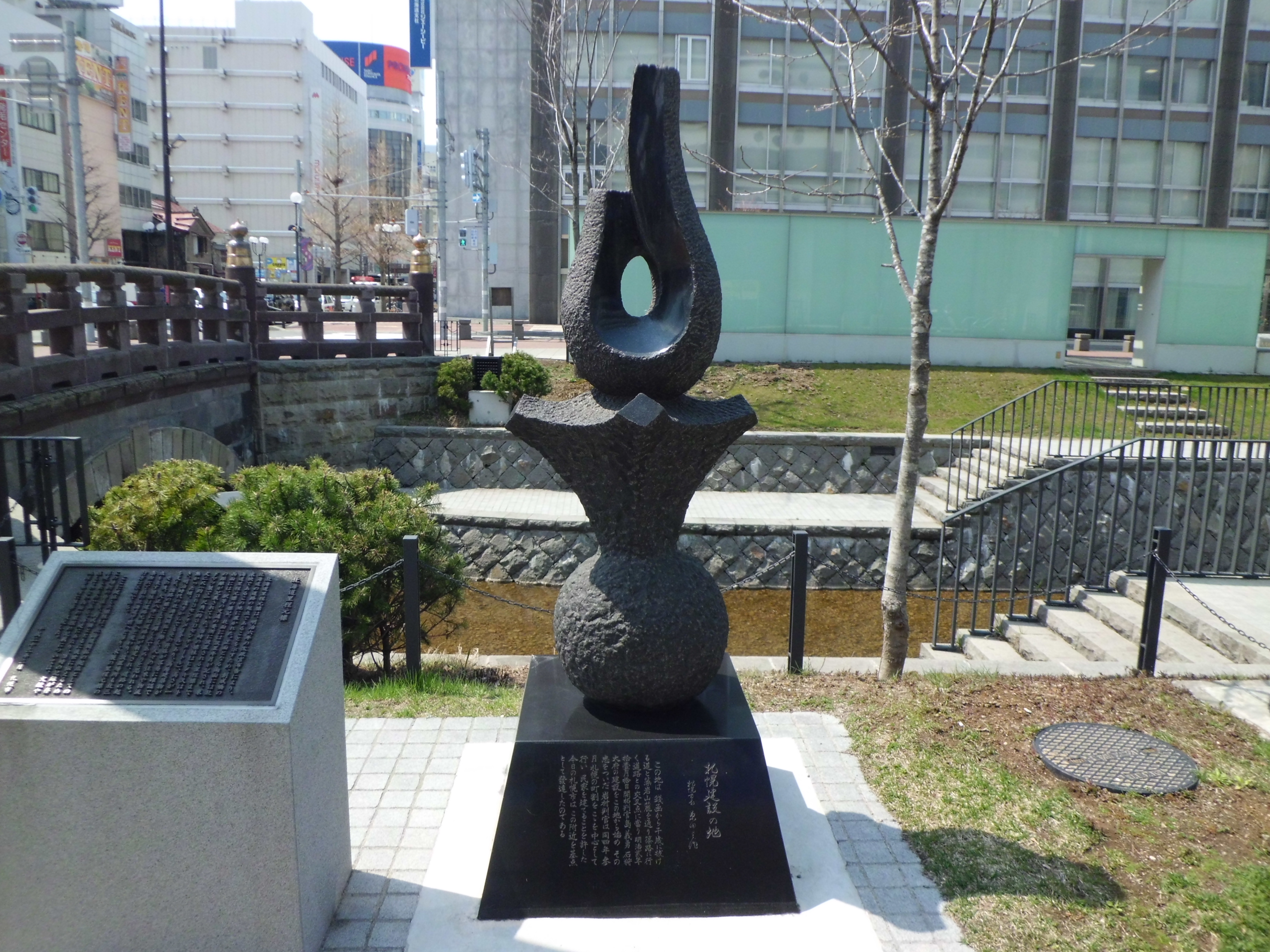
札幌建設の地碑（2015年4月）
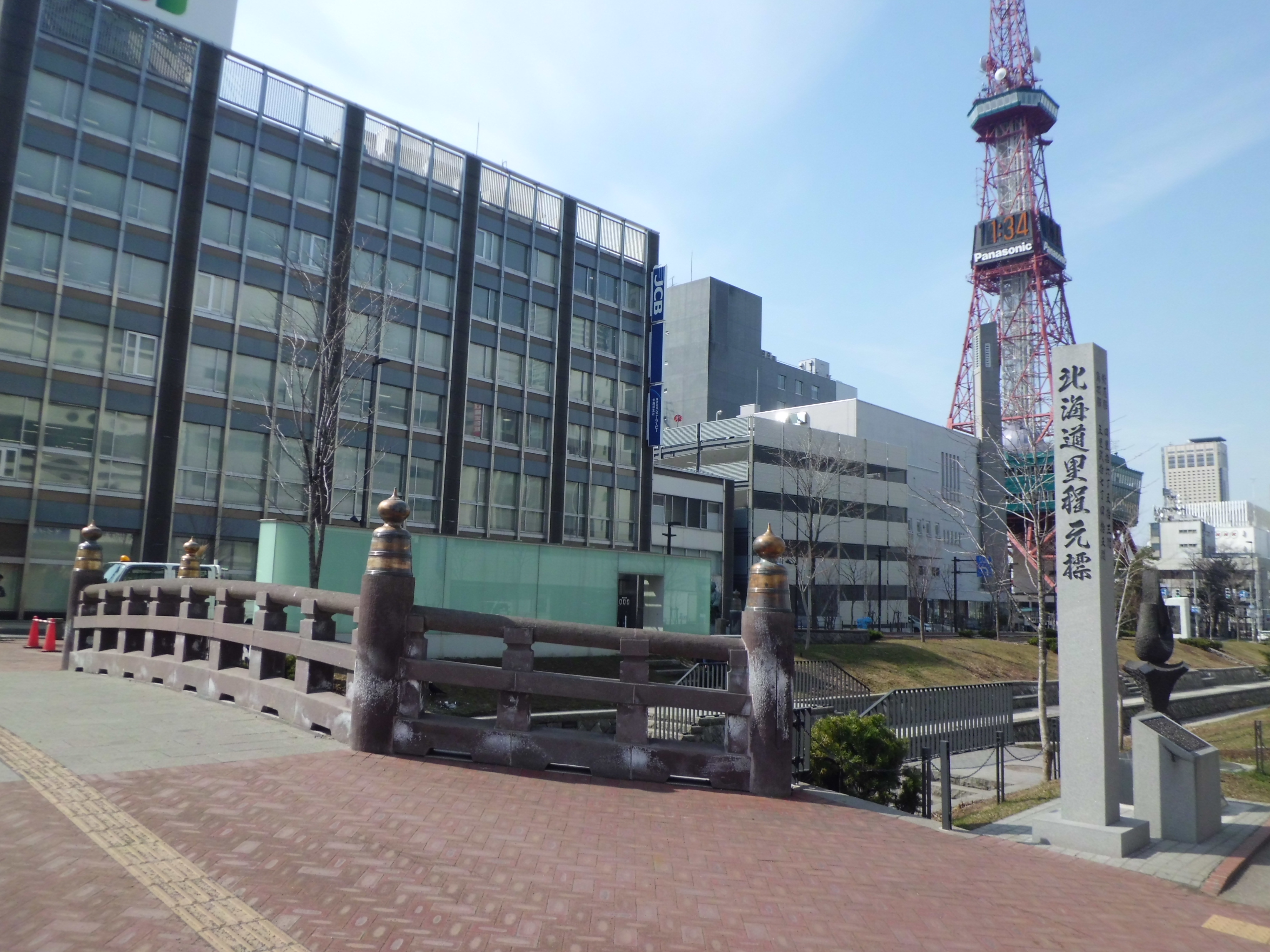
北海道里程元標（2015年4月）
大友亀次郎像（2015年4月）
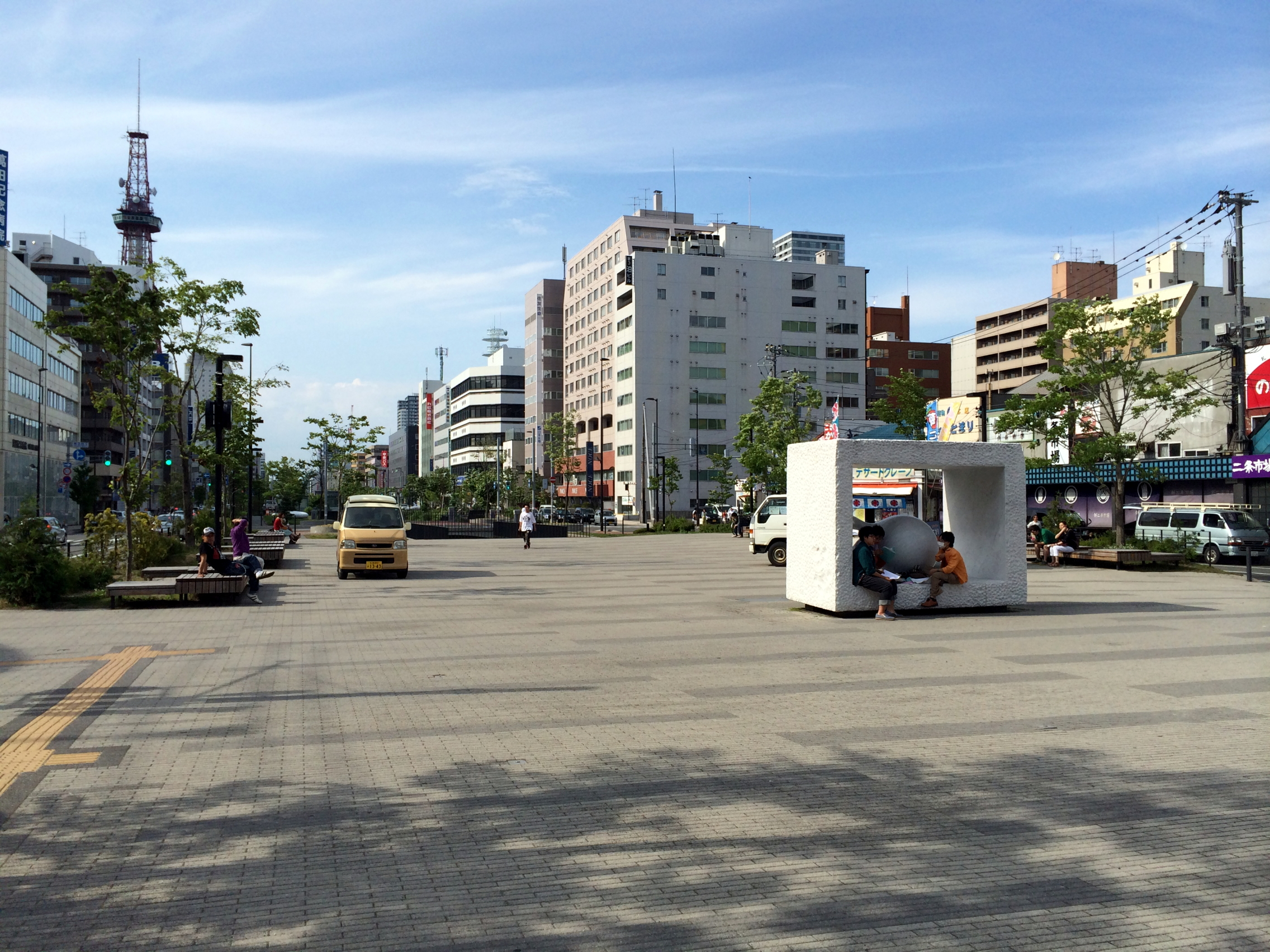
狸二条広場（2014年6月）

### アートワーク
- 安田侃
  - 生棒
  - 天秘
  - 生誕
- 西野康造
  - スノーリング
- 団塚栄喜
  - SASABUNE
  - 見えない架け橋
  - 三日月湖
  - SAPPORO CITY CRUISE
  - SANCTUARY
  - TIME CAPSULE
  - TAKEKURABE
  - 時の飛び石
  - 2nd MOIWA
  - SAPPORO SUNDIAL
  - KAMOKAMO STEP
  - SAPPORO SOUND SOFA
  - Christmas Present from SAPPORO

## 公園のみどり
創成川公園には様々な樹木や草花を植栽している。春にはキタコブシ（コブシ）などの花が河畔に咲き、早咲きから遅咲きまで多種多様なライラックを楽しむことができる。夏にはシダレヤナギやハルニレに木々が深緑となり、ヘメロカリス類の花々が咲く。秋になるとハギの花が咲いてヤマモミジ（イロハモミジ）やイタヤカエデが紅葉する。冬にはコンコロールモミ（モミ）が白い雪とのコントラストを生み出す。

## 参考資料
- “創成川公園 リーフレット” (eBook5).   札幌市公園緑化協会. 2018年4月8日閲覧。
- “札幌市創成川通” (PDF). 国土交通省. 2015年11月19日閲覧。
- “創成川公園・狸二条広場 利用ガイド” (PDF). 狸二条広場運営協議会・札幌市 (2012年). 2015年11月19日閲覧。